# Бека (Хрпелє-Козіна)
Бека (словен. Beka) — поселення в общині Хрпелє-Козіна, Регіон Обално-крашка, Словенія. Висота над рівнем моря: 420 м. Розташоване на кордоні з Італією